# Loopy De Loop
 (juin 2015).
Si vous disposez d'ouvrages ou d'articles de référence ou si vous connaissez des sites web de qualité traitant du thème abordé ici, merci de compléter l'article en donnant les références utiles à sa vérifiabilité et en les liant à la section « Notes et références ».
Loopy De Loop est une série de films d'animation américaines en 49 épisodes de 7 minutes créée par Hanna-Barbera Productions et diffusées entre 1959 et 1965 dans les salles de cinéma appartenant à Columbia Pictures.
En France, la série a été diffusée sur TF1, puis sur Boomerang en 2005-2008.

## Synopsis
Le personnage est un loup, contrairement à ses pairs, est animé par de bons sentiments et un désir irrésistible de protéger un agneau maladroit et imprudent pour tous les troubles dans lesquels ils vont chasser.
Tout serait de la meilleure façon possible, sauf que ni l'agneau ni le berger (Brisson, un bobtail) qui veille sur lui faire confiance la sincérité des sentiments du loup, qui se termine toujours par l'accompagnement succombent à des blessures ses espèces et ont le pire.
Personnage très gentil et généreux, est exprimé avec un accent français romantique (dans l'original, il est français québécois). Il a un neveu nommé Bom-Bom.

## Épisodes
1. Le Traître menacé (Wolf Hounded)
2. La Petite Bergère (Little Bo Bopped)
3. Histoire d'un Loup (Tale of a Wolf)
4. La Vie de Loopy (Life with Loopy)
5. Toujours en difficulté (Creepy Time Pal)
6. Un loup pour un bébé (Snoopy Loopy)
7. Un loup dans la bergerie (The Do-Good Wolf)
8. Un enfant au Zoo (Here Kiddie, Kiddie)
9. La Baguette magique (No Biz Like Shoe Biz)
10. Un espace de loup (Count Down Clown)
11. Bal masqué (Happy Go Loopy)
12. Le Double (Two Faced Wolf)
13. La Petite Orpheline (This Is My Ducky Day)
14. Un impuissants de pauvre mère (Fee Fie Foes)
15. Une souris féroce (Zoo is company)
16. Le Nerveux (Child Sock-Cology)
17. Catch Meow (Catch Meow)
18. Kooky Loopy (Kooky Loopy)
19. Loopy De Loop et le Lapin (Loopy's Hare Do)
20. L'Oncle de Loopy De Loop (Bungle Uncle)
21. Le Petit-Fils faim (Beef For and After)
22. Les Quatre Mousquetaires (Swash Buckled)
23. Le Putois (Common Scents)
24. La Rencontre avec les ours (Bearly Able)
25. Chaussure d'examen (Slippery Slippers)
26. Le Poussin à un ami (Chicken Fraca-See)
27. La Rançon (Rancid Ransom)
28. Cousins à volonté (Bunnies Abundant)
29. Cœur de loup (Just a Wolf at Heart)
30. Une belle leçon (Chicken Hearted Wolf)
31. Sommeil, doux sommeil (Whatcha Watchin)
32. Un étrange compagnie (A Fallible Fable)
33. Les Voleurs de moutons (Sheep Stealers Annoymous)
34. Les Loups qui coquins (Wolf in Sheep Dog's Clothing)
35. Loopy De Loop et Robin des bois (Not In Nottingham)
36. Un dinde en difficulté (Drum-Sticked)
37. Rencontre avec les ours (Bear Up!)
38. Qui crie au loup ? (Crook Who Cried Wolf)
39. Une mauvaise habitude (Habit Rabbit)
40. Le Chasseur trop bon (Raggedy Rug)
41. La Souris et l'éléphant (Elephantastic)
42. Les Ours raffolent (Bear Hug)
43. Quel mal fait la jalousie ? (Trouble Bruin)
44. Des cours de remise (Bear Knuckles)
45. Habitude de problèmes (Habit Troubles)
46. Le Rodéo (Horse Shoo)
47. La Revanche des cochons (Pork Chop Phooey)
48. Le Corbeau voleur (Crow's Fete)
49. Chats, souris et autres histoires (Big Mouse Take)